# Anthicus bimaculatus
Anthicus bimaculatus là một loài bọ cánh cứng trong họ Anthicidae. Loài này được Illiger miêu tả khoa học năm 1801.